# Cap dera Tòra
El Cap dera Tòra és una muntanya de 1.924 metres que es troba entre els municipis de Les, a la comarca de la Vall d'Aran i França.